# Южуралзолото
ПАТ «Южуралзолото Група Компаній» (рос. «Южуралзолото Группа Компаний») — золотодобувна компанія, розташована в Челябінській області Росії, одна з найбільших золотодобувних компаній Росії за обсягом виробництва та запасами. Видобуток золотоносної руди здійснюється як підземним, так і відкритим способом. Активи компанії включають Світлинське, Кочкарське, Березняківське золоті родовища, родовище Західний Курасан, АТ «Комунарівський рудник» у селищі Комунар Хакасії та ТОВ «АС «Пріїск Дражний»» у селищі Нова Каламі Красноярського краю.

## Історія
Підприємство «Южуралзолото» було створено у 1976 році. У 1993 році воно було приватизовано як ВАТ «Южуралзолото». До 1997 року воно перебувало на межі банкрутства, видобуток золота зупинився. У липні 1997 року воно перейшло під контроль підприємця-золотодобувача Костянтина Струкова. Восени 1997 року УЗК «Східна», що належала Струкову, заснувала в рівних частках із ВАТ «Южуралзолото» однойменне ЗАТ, куди були передані шахта «Центральна», ліцензія на найбільше на Уралі Світлинське родовище золота та дві золотовидобувні фабрики.
У 2001 році компанія отримала контроль над ВАТ «Комунарівський рудник» у Хакасії, у 2002 році — над ВАТ «Єткульзолото», що володіє ліцензією на розробку Березняківського родовища, у 2006 році — ліцензії на розробку родовищ Південний Курасан та Західний Курасан у Челябінській області, а також контроль над компанією, яка мала ліцензії на розробку розсипних родовищ у приїску Дражний у Красноярському краї.
У 2007 році ЗАТ «Южуралзолото» подало позов про своє банкрутство, а його активи на той час були виведені до нового ВАТ «Южуралзолото Група Компаній».
У листопаді 2023 року «Южуралзолото Група Компаній» провела IPO, в результаті продажу 6% акцій компанія залучила 7 млрд рублів. Станом на 2024 рік Костянтину Струкову належало 94,019% компанії.
Рейтингове агентство АКРА у 2022 році присвоїло ПАТ «ЮГК» рейтингову оцінку AA-(RU) зі стабільним прогнозом. Рейтинг щорічно підтверджувався, у 2024 році був підвищений до AA(RU).
Рейтингове агентство «Експерт РА» у 2023 році присвоїло компанії рейтингову оцінку ruAA- зі стабільним прогнозом, у 2023 році рейтинг підвищено до ruAA, у 2024 році підтверджено.